# 兵庫県道204号社町停車場線
兵庫県道204号社町停車場線（ひょうごけんどう204ごう やしろちょうていしゃじょうせん）は、兵庫県加東市を通る一般県道である。

## 概要
加東市河高から加東市貝原に至る。

### 路線データ
- 起点：加東市河高（JR西日本加古川線 社町駅前）
- 終点：加東市貝原（貝原野村交差点交差点、国道372号交点）
- 総延長：600 m

## 路線状況

### 道路施設

#### 橋梁
- 福田橋（加古川、加東市）

## 地理

### 通過する自治体
- 加東市

### 交差する道路
| 交差する道路 | 市町村名 | 交差する場所          | 交差する場所 |
| ------------ | -------- | --------------------- | ------------ |
| 国道372号    | 貝原     | 貝原野村交差点 / 終点 |              |

### 沿線
- JR西日本加古川線 社町駅